# سولفید قلع (IV)
سولفید قلع(IV) (به انگلیسی: Tin(IV) sulfide) با فرمول شیمیایی SnS۲ یک ترکیب شیمیایی است. که جرم مولی آن 182.81 g/mol می‌باشد. شکل ظاهری این ترکیب، پودر زرد-طلایی بی‌بو است.